# Jerome K. Jerome
Jerome Klapka Jerome (n. 2 mai 1859, Walsall, Staffordshire – d. 14 iunie 1927, Northampton) a fost un eseist, romancier și umorist englez, cel mai bine cunoscut pentru romanul satiric Trei într-o barcă (Three Men in a Boat - to Say Nothing of the Dog).
S-a născut și a crescut în sărăcie la Londra, într-o casă, care este astăzi un muzeu dedicat lui.
Alte titluri cunoscute sunt: colecția de eseuri "Gândurile trândave ale unui pierde-vară" și "Trei pe două biciclete", o continuare a romanului "Trei într-o barcă".
Prin proza sa umoristică, a manifestat înțelegere pentru slăbiciunile omenești și capacitatea de a descoperi partea comică a neplăcerilor domestice.
A fost unul dintre fondatorii revistei The Idler.

### Romane
- Idle Thoughts of an Idle Fellow (1886, Leneșele gânduri ale unui trândav)
- Three Men in a Boat (1889, Trei într-o barcă), cel mai celebru roman al său
- The Diary of a Pilgrimage (1891)
- Novel Notes (1893)
- Second Thoughts of an Idle Fellow (1898)
- Three Men on the Bummel (aka Three Men on Wheels) (1900, Trei hoinari)
- Paul Kelver, a novel (1902)
- Tommy and Co (1904, Vacanță cu copiii mei)
- They and I (1909)
- All Roads Lead to Calvary (1919)
- Anthony John (1923)
- The Love of Ulrich Nebendahl (1909)
- The Philosopher's Joke (1909)

### Colecții
- Told After Supper (1891, Povestiri după cină)
- John Ingerfield: And Other Stories (1894)
- Sketches in Lavender, Blue and Green (1895)
- The Observations of Henry (1901)
- The Angel and the Author and Others (1904)
- American Wives and Others (1904)
- The Passing of the Third Floor Back: And Other Stories (1907, Locatarul de la etajul al treilea și alte povestiri)
- Malvina of Brittany (1916)
- Three Men in a Boat and Three Men on the Bummel (1974)
- After Supper Ghost Stories: And Other Tales (1985)

### Non fiction
- My Life and Times (1926, Viața și opera mea)

### Antologii conținând povestiri de Jerome K. Jerome
- Great Short Stories of Detection, Mystery and Horror 1st Series (1928)
- A Century of Humour (1934)
- The Mammoth Book of Thrillers, Ghosts and Mysteries (1936)
- Alfred Hitchcock Presents (1957)
- Famous Monster Tales (1967)
- The 5th Fontana Book of Great Ghost Stories (1969)
- The Rivals of Frankenstein (1975)
- The 17th Fontana Book of Great Ghost Stories (1981)
- Stories in the Dark (1984)
- Gaslit Nightmares (1988)
- Horror Stories (1988)
- 100 Tiny Tales of Terror (1996)
- Knights of Madness: Further Comic Tales of Fantasy (1998)
- 100 Hilarious Little Howlers (1999)

### Povestiri
- The Haunted Mill (1891)
- The New Utopia (1891)
- The Dancing Partner (1893)
- Christmas Eve in the Blue Chamber
- Silhouettes
- The Skeleton
- The Snake
- The Woman of the Saeter

### Piese de teatru
- The Maister of Wood Barrow: play in three acts (1890)
- The Night of 14 Feb.. 1899: a play in nine scenes
- Miss Hobbs: a comedy in four acts (1902) - cu Evelyn Millard
- Fanny and the Servant Problem, a quite possible play in four acts (1909)
- The Master of Mrs. Chilvers: an improbable comedy, imagined by Jerome K. Jerome (1911)
- The Soul Of Nicholas Snyders : A Mystery Play in Three Acts (1925)
- The Celebrity: a play in three acts  (1926)
- Robina's Web ("The Dovecote", or "The grey feather"): a farce in four acts
- The Passing of the Third Floor Back (1908) (ecranizată prima oară în 1918, apoi în 1935)